# 馬里尼夫卡 (舊別利斯克區)
49°10′33″N 38°39′10″E / 49.17583°N 38.65278°E
馬里尼夫卡（烏克蘭語：Маринівка）是位於烏克蘭東部的村莊，由盧甘斯克州舊比利斯克區的舊比利斯克市鎮負責管轄。該村始建於1750年，面積1.05平方公里，海拔高度85米，2001年人口146，人口密度每平方公里139.7人。